# Alia al-Hoessein
Alia al-Hoessein, geboren als Alia Baha ad-Din Toukan (Arabisch: علياء بھاء الدين طوقان) (Caïro, 25 december 1948 – Amman, 9 februari 1977), was de derde echtgenote van koning Hoessein van Jordanië. Ze was tot haar overlijden ruim vier jaar koningin van Jordanië.

## Jeugdjaren en studie
Alia werd in 1948 geboren in Caïro als dochter van een Jordaanse diplomaat uit een vooraanstaande Palestijnse familie. Vanwege haar vaders werkzaamheden moest het gezin vaak verhuizen. Alia verbleef zodoende gedurende haar kinderjaren in diverse landen en over de hele wereld, zoals in Egypte, Groot-Brittannië en de Verenigde Staten. Ze ging evenals haar jongere broers Alaa en Abdullah naar de Church School in Londen. Eigenlijk wilde ze ook diplomaat worden, maar na een studie politicologie ging ze in 1971 aan de slag bij luchtvaartmaatschappij Royal Jordanian Airlines. Ze moest daar het toerisme naar Jordanië gaan promoten.

## Ontmoeting koning Hoessein
Al spoedig werd ze gevraagd om de voorbereidingen voor het eerste internationale waterskifestival in het Jordaanse Akaba te coördineren. Tijdens dat festival, in september 1972, ontmoette ze koning Hoessein van Jordanië. Hij was op dat moment nog getrouwd met zijn tweede echtgenote prinses Moena. De koning was echter danig onder de indruk van Alia. Nog geen drie maanden later, een dag voor haar vierentwintigste verjaardag en kort nadat hij gescheiden was van Moena, trouwde het stel in een bescheiden ceremonie in Amman. Voor het Jordaanse volk kwam dit als een verrassing, want er was nooit een verloving aangekondigd.
Koning Hoessein - die uit eerdere huwelijken al vijf kinderen had - en koningin Alia kregen samen twee kinderen: prinses Haya (1974) en prins Ali (1975). Begin 1974, toen de koningin enkele maanden in verwachting was van haar eerste kind, adopteerde ze tevens een dochtertje, Abir. Het zes maanden oude meisje was de enige overlevende van een vliegtuigongeval bij Amman.
Alia zette zich in voor verschillende goede doelen en welzijnsprojecten. Zo stond ze aan de basis van de in 1978 gestarte Queen Alia Foundation for Hearing & Speech. Ze had daarnaast een eigen kantoor in het paleis en steunde gelijke rechten voor vrouwen. In 1974 werd bijvoorbeeld op haar initiatief stemrecht voor vrouwen ingevoerd. Koningin Alia ontving voor haar inspanningen in 1976 het Ereteken van Verdienste voor de Republiek Oostenrijk.

## Dodelijk ongeluk
Vlak voordat de 28-jarige Alia in februari 1977 met haar goede vriendin keizerin Farah van Perzië zou afreizen naar Zwitserland voor een tiendaagse wintersportvakantie, besloot ze op het laatste moment eerst nog een bezoek te brengen aan een ernstig zieke patiënt in het ziekenhuis van Tafilah. Deze had haar een persoonlijke brief geschreven. Op de terugweg van dit ziekenbezoek, tijdens een binnenlandse vlucht van Tafilah naar het noordelijker gelegen Amman, kwam de koninklijke helikopter met daarin de koningin in een onweersbui terecht. De helikopter stortte neer en alle inzittenden - onder wie ook een Jordaanse minister, de privépiloot van de koning en de secretaresse van de koningin - kwamen om het leven. Koning Hoessein, die in juni 1978 zou hertrouwen met zijn vierde en laatste echtgenote koningin Noor, maakte via de televisie en radio haar overlijden bekend. Alia werd een dag daarna begraven. In 1983 werd het nationale vliegveld van Jordanië omgedoopt in Queen Alia International Airport.